# Neda Naldi
Neda Naldi, nome d'arte di Italia Volpiana (Tramutola, 30 gennaio 1913 – Roma, 26 giugno 1993), è stata un'attrice, scrittrice e sceneggiatrice italiana.
Nel 1970 sposò l'attore Salvo Randone.

## Filmografia
- Fuochi d'artificio, regia di Gennaro Righelli (1938)
- I figli del marchese Lucera, regia di Amleto Palermi (1939)
- L'ospite di una notte, regia di Giuseppe Guarino (1939)
- Leggenda azzurra, regia di Giuseppe Guarino (1940)
- Il cavaliere senza nome, regia di Ferruccio Cerio (1941)
- Notte di fiamme, regia di Ladislao Kish (1942)
- Una notte dopo l'opera, regia di Nicola Manzari e Nicola Fausto Neroni (1942)
- Lacrime di sangue, regia di Guido Brignone (1944)
- Vietato ai minorenni, regia di Mario Massa (1944)
- I promessi sposi, regia di Sandro Bolchi - miniserie televisiva (1967)

## Prosa teatrale
- La fastidiosa di Franco Brusati, regia di José Quaglio, stagione teatrale 1965-1966.

## Prosa televisiva Rai
- "Il litigio" di Charles Vildrac (1957).
- "Tutto per bene" di Luigi Pirandello (1958)
- "Frana allo scalo nord" di Ugo Betti (1959)
- "Giorgio Washington ha dormito qui" di Charles Harness (1959)
- "Re Lear" di William Shakespeare (1960)
- "Il litigio" di Charles Vildrac (1966)
- "Enrico IV" di Luigi Pirandello (1967)
- "I fratelli Karamazov" di Fiodor Dostoevskij (1969)

## Sceneggiature
- La leggenda azzurra (1940)
- Notte di fiamme (1942)
- Solo per te Lucia, regia di Franco Rossi (1952)

## Romanzi
- L'ebrea (1955)